# Jacek Popek (artysta)
Jacek Stanisław Popek (ur. 14 maja 1939 w Otłoczynie) – artysta projektant, pedagog ASP w Gdańsku, zajmuje się wzornictwem przemysłowym.

## Życiorys
W latach 1956–1958 pracował na stanowisku asystenta w „Miastoprojekcie” w Gdańsku. Studiował na Wydziale Architektury i Urbanistyki Politechniki Gdańskiej, dyplom uzyskał w 1966 r. Podczas studiów, w 1963 r. odbył staż w biurze projektowym MF Rogerro w Turynie. Po studiach pracował w Zakładzie Architektury Tropikalnej na Wydziale Architektury PG, od 1968 r. w Pracowni Projektowania Architektury Wnętrz prof. Ryszarda Semki w gdańskiej PWSSP, od 1973 r. w Katedrze Projektowania Form Przemysłowych. W latach 70. odbył dwuletnią praktykę zawodową w biurach projektowych Roberta Menghi i Area Studio w Mediolanie, a w latach 1969–1973 był polskim korespondentem włoskiego czasopisma społeczno-kulturalnego „SHOP”. W latach 80. odbył roczną praktykę jako projektant w fabryce maszyn budowlanych w Turynie, w PWSSP był kierownikiem Katedry Wzornictwa Przemysłowego, prowadził Pracownię Wzornictwa Przemysłowego na Wydziale Architektury i Wzornictwa. Od maja 1979 r. docent, od 1977 r. kierował Katedrą Wzornictwa Przemysłowego. W latach 1978–1981 i 1987–1990 był prorektorem gdańskiej uczelni. W 1990 otrzymał tytuł profesora, a w 2005 r. – profesora zwyczajnego. W 2011 r. przeszedł na emeryturę.
Był promotorem ponad 50 prac dyplomowych, autorem recenzji na stopnie adiunkta i docenta, członkiem rady programowej kwartalnika „Modus”, brał udział w zespole programowym wzornictwa przemysłowego.

## Ordery i odznaczenia
- Krzyż Kawalerski Orderu Odrodzenia Polski (6 października 2005)[2]
- Złoty Krzyż Zasługi (1985)[3]

## Nagrody i wyróżnienia
- Nagroda Komitetu Uczelnianego ZMS i Komitetu Wykonawczego ZSP przy Politechnice Gdańskiej w konkursie na „Plakat XX-lecia PPR” (1961)[4]
- II wyróżnienie i I nagroda w Konkursie SARP i ZSP na „Projekt domu i pokoju studenckiego” (praca zespołowa) (1961)
- III nagroda w Konkursie SARP i ZPAP na „Pomnik Bohaterów Przełamania Wału Pomorskiego” (praca zespołowa) (1962)
- I nagroda równorzędna w Konkursie SARP na „Zespół Centrum Techniki Okrętowej” (praca zespołowa) (1974)
- Wyróżnienie w Konkursie SARP na „Koncepcję przestrzenną kształtowania systemu zespołów oświatowo-wychowawczych” (praca zespołowa) (1976)
- Nagroda Ministra Kultury i Sztuki II stopnia (1976)
- Nagroda zespołowa Rektora PWSSP za osiągnięcia w pracy dydaktycznej (1976)
- Nagroda zespołowa za wysoki poziom opracowania projektu radiostacji okrętowej dla UNITRA-UNIMOR w Gdańsku (1977)
- Nagroda zespołowa Rektora PWSSP za wprowadzenie aktualnej problematyki badawczej do praktyki dydaktycznej (1977)
- Nagroda zespołowa Rektora PWSSP za opracowanie urządzenia specjalnego MP przedstawionego do opatentowania (1978)
- Nagroda zespołowa Rektora PWSSP za projekt wzorniczy stanowiska dowodzenia na jachcie „Pogoria” (1979)
- Nagroda Ministra Kultury i Sztuki I stopnia (1981)
- Medal „Dante” (medal uznania) na Biennale Dantejskim w Rawennie (1983, 1985)
- I nagroda równorzędna w Konkursie SARP na „Centrum Techniki Okrętowej” (praca zespołowa) (1985)
- Nagroda Rektora PWSSP II stopnia za zainicjowanie i zrealizowanie ekspozycji działalności Katedry Projektowania Wzornictwa na wystawie „Baltexpo 86” (1986)
- Nagroda Rektora ASP I stopnia (1997)
- Nagroda Rektora ASP I stopnia (2000)

Źródło:.